# 90 West Street
90 West Street ou West Street Building é um edifício em Manhattan, Nova York, projetado pelo arquiteto Cass Gilbert e pelo engenheiro estrutural Gunvald Aus para a Street West Improvement Corporation. Quando concluído, em 1907, o estilo e as ornamentações góticas do prédio serviram para exaltar os seus 23 andares de altura e prenunciar o trabalho posterior de Gilbert, o Woolworth Building. Originalmente construído como um edifício de escritórios, o inquilino principal era a Delaware, Lackawanna and Western Railroad e o piso superior era ocupado pelo Restaurante Garret, que se anunciava como o "restaurante mais alto do mundo". Localizado na West Street, entre as ruas Cedar e Albany, ao sul do World Trade Center, o edifício tinha vista para o rio Hudson até a construção do Battery Park, em West Street.
Em 1998, o exterior do edifício foi designado como um marco arquitetônico da cidade pela Comissão de Preservação de Marcos da Cidade de Nova York. Em 2006, recebeu o Prêmio de Honra de Preservação Nacional do National Trust for Historic Preservation. A restauração do lobby da edificação revelou alguns dos trabalhos originais de Gilbert em terracota que tinham sidos cobertos durante um projeto de modernização anterior. Durante essa restauração, o telhado de cobre foi substituído e outras gárgulas foram adicionadas. O edifício tornou-se residencial e foi reaberto em 7 de março de 2005.
Em 25 de janeiro de 2007, o edifício foi incluído no Registro Nacional de Lugares Históricos, e a designação incluiu o exterior e parte do interior. Mais tarde, em 26 de novembro do mesmo ano, um gigantesco tubo de esgoto se abriu nos pisos inferiores do 90 West do local do World Trade Center, danificando dezenas de carros de luxo e provocando a evacuação dos moradores do edifício por duas semanas.

## Ataques de 11 de setembro
O edifício foi seriamente danificado durantes os ataques de 11 de setembro de 2001 quando a Torre Sul do World Trade Center desmoronou na rua em frente ao prédio. O andaime que havia sido erguido na fachada para trabalhos de renovação não impediu os escombros fumegantes de caírem dentro do prédio e rasgarem um corte profundo abaixo de sua face norte. Dois trabalhadores de escritórios foram mortos enquanto estavam presos no elevador. A chuva de destroços ficou fora de controle por vários dias e o edifício, que abrigava empresas, como a Hanover Capital, a Frost & Sullivan e a IKON Office Solutions, foi completamente destruído. Acredita-se que os pesados materias de construção do 90 West e o uso extensivo de terracota dentro e fora do prédio tenham ajudado a protegê-lo de novos danos e do colapso, ao contrário do arranha-céu mais moderno do World Trade Center 7, que sofreu danos similares, mas desabou mais tarde naquele dia.